# Język średniobułgarski
Język średniobułgarski – określenie języka literackiego Drugiego państwa bułgarskiego, który był używany na ziemiach bułgarskich do XVII wieku, a także jako język urzędowy pod władzą osmańską  oraz w księstwach Wołoszczyzny i Mołdawii.
Określenie to, choć może mylnie oznaczać wcześniejszy etap rozwoju języka bułgarskiego, oznacza raczej odmianę języka staro-cerkiewno-słowiańskiego, poddaną wpływowi miejscowych gwar słowiańskich .

## Historia

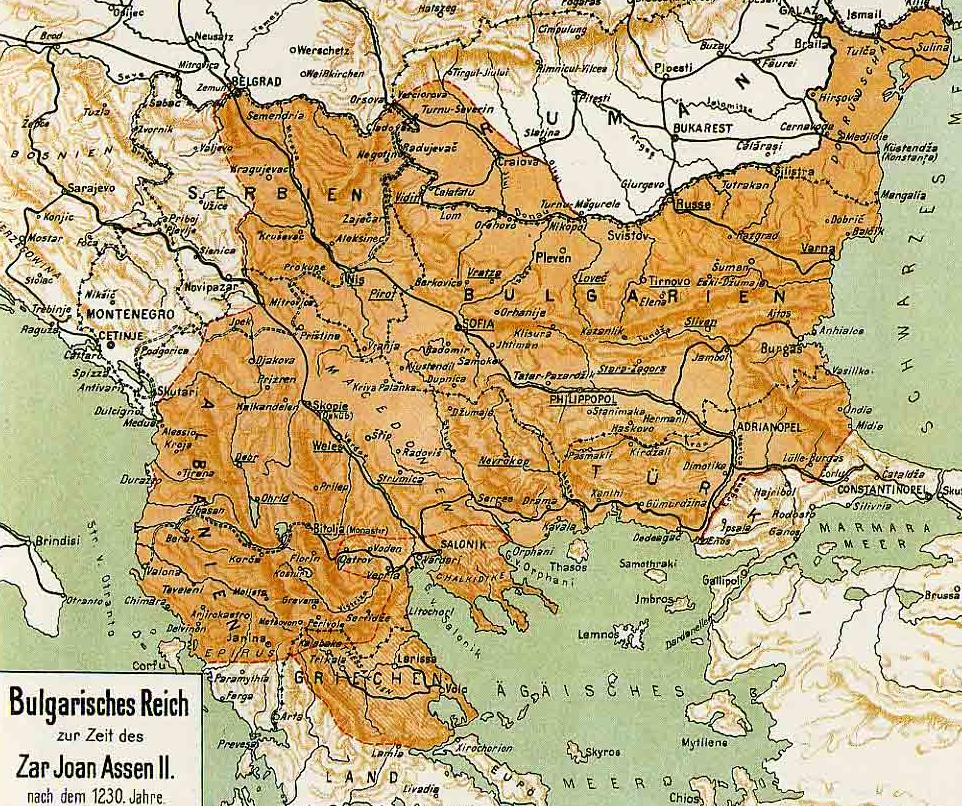
Mapa Państwa bułgarskiego cara Iwana Asena II.

Rozwój bułgarskiego języka literackiego obejmuje w przybliżeniu cały okres istnienia Drugiego państwa bułgarskiego – od przywrócenia państwa bułgarskiego, aż do jego podboju osmańskiego (XII-XV wiek).
W okresie od XVI do XIX wieku na bazie języka średniobułgarskiego stopniowo kształtował się język nowobułgarski.
Ważnymi zabytkami świeckimi okresu średniobułgarskiego i przejścia do nowobułgarskiego są liczne gramoty wołosko-bułgarskie od czasów ostatnich carów bułgarskich przed podbojem osmańskim, aż do początków bułgarskiego odrodzenia narodowego, sporządzone przez wojewodów wołoskich i mołdawskich od XIV do XVII wieku i zapisane cyrylicą.

## Cechy języka

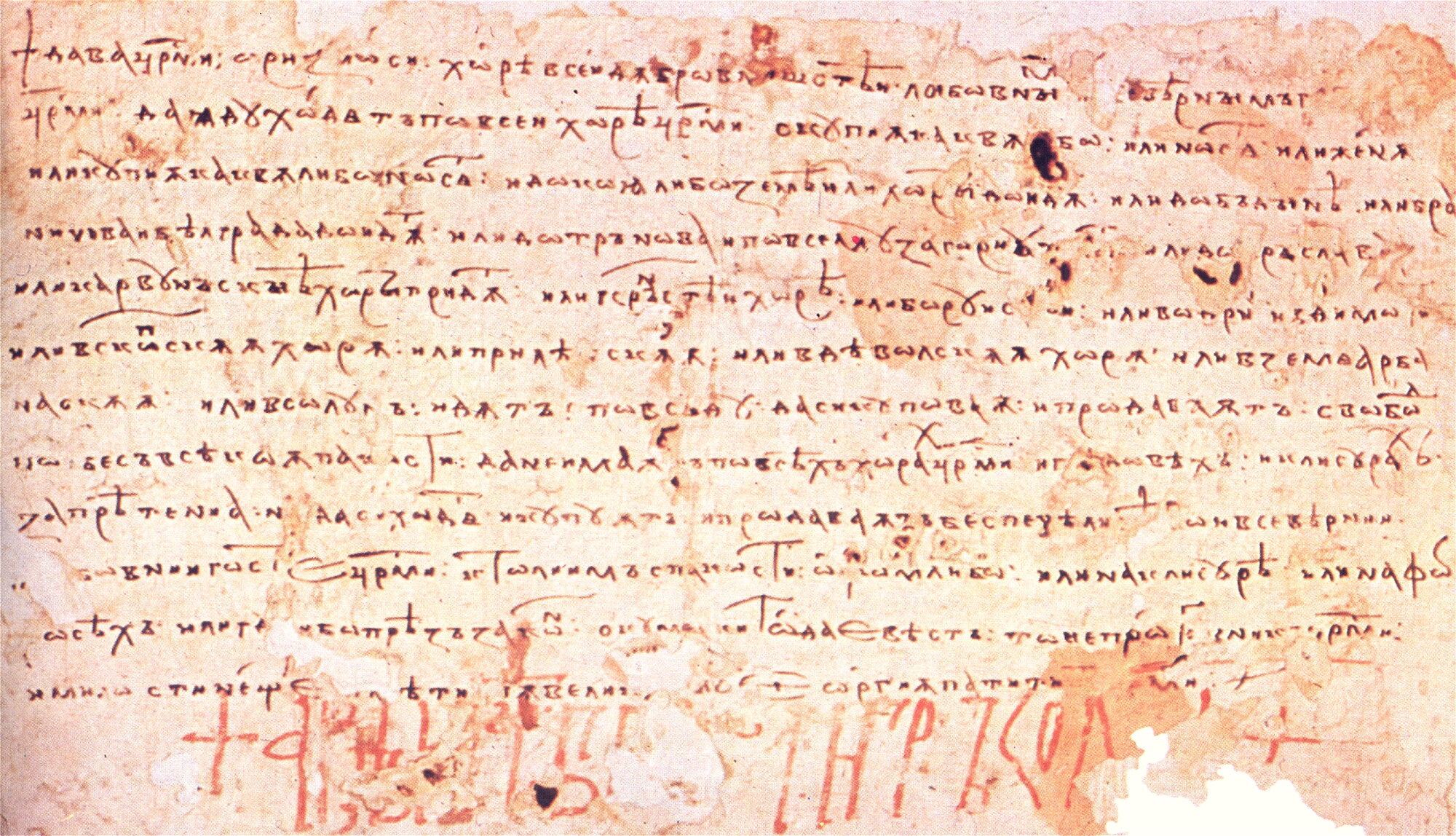
Przywilej Iwana Asena II dla kupców dubrownickich.

Zmiany w morfologii, które miały miejsce w dobie średniobułgarskiej:
- przy niektórych przypadkach występuje zwiększone użycie przyimków – przy dopełniaczu, celowniku i narzędniku. Częste jest zastępowanie dopełniacza przyimkiem отъ, a także celownika rozmaitymi konstrukcjami przyimkowymi[3]. Pod koniec okresu średniobułgarskiego całkowicie redukuje się system przypadkowy – przejście z fleksji syntetycznej do analitycznej[4] ,
- rozwija się analityczne stopniowanie przymiotników i przysłówków[4] ,
- zanik kategorii liczby podwójnej[4] ,
- rozwój kategorii trybu nieświadka[4] ,
- pojawienie się odmiany czasowników typu гледамъ, powiązanie imperfektu z tematem czasu teraźniejszego[4] .

Zmiany, które miały miejsce w okresie średniobułgarskim w fonetyce:
- ma miejsce średniobułgarskie zmieszanie nosówek, które doprowadziło do powstania jednego /ʌ̃/ zapisywanego ѫ lub ѭ[1] ,
- na większości obszaru samogłoski nosowe uległy denazalizacji do XIV wieku[4] ,
- w większości dialektów zlanie się /и/ z /ы/, choć zabytki pisane wciąż rozróżniają te dźwięki[4] .